# Porcellionides argentinus
Porcellionides argentinus är en kräftdjursart som först beskrevs av Dollfus1894.  Porcellionides argentinus ingår i släktet Porcellionides och familjen Porcellionidae. Inga underarter finns listade i Catalogue of Life.